# Верхньосуєрське
Верхньосує́рське (рос. Верхнесуерское) — село у складі Варгашинського району Курганської області, Росія. Адміністративний центр Верхньосуєрської сільської ради.
Населення — 632 особи (2010, 716 у 2002).